# 茂辺地駅
茂辺地駅（もへじえき）は、北海道北斗市茂辺地にある道南いさりび鉄道線の駅。電報略号はモチ。駅番号はsh06。日本国有鉄道・JR北海道における事務管理コードは▲141404。

## 歴史

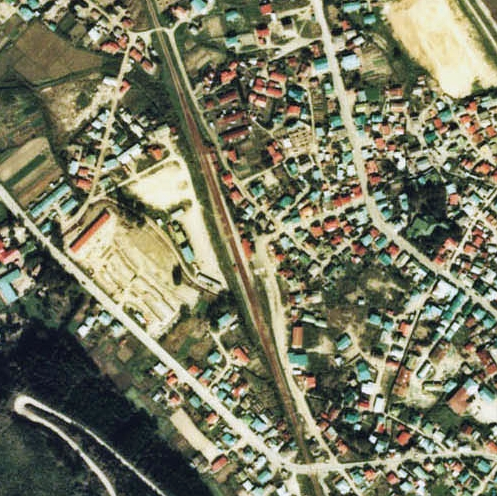
1976年の茂辺地駅と周囲約500m範囲。下が江差方面。少しずれた相対式ホーム2面2線で、駅裏側ホーム上には待合室が設置されている。この写真の6年前に既に貨物取扱をやめており、駅舎横の江差側にあった貨物ホームや引込線、駅裏側にあった貨物積卸線の跡がすっかり緑に覆われている。また、後に無人化に併せて駅裏側ホームは使用をやめ、駅舎前の単式ホームのみとなった。

1913年（大正2年）に上磯駅まで開通した上磯軽便線（後に上磯線）が、1930年（昭和5年）に木古内駅まで延びたときに設置された。それ以前の1918年（大正8年）頃には運賃25銭で上磯駅から乗合馬車が運行していた。この馬車は冬には馬橇になった。

### 年表
- 1930年（昭和5年）10月25日：国有鉄道上磯線の駅として開業[6]。一般駅。
- 1936年（昭和11年）11月10日：上磯線が江差線に改称[7]。
- 1949年（昭和24年）6月1日：日本国有鉄道法施行に伴い、日本国有鉄道（国鉄）に継承。
- 1970年（昭和45年）12月12日：貨物取扱い廃止[1]。
- 時期不詳：業務委託駅となる。
- 1982年（昭和57年）：無人化[1]。
- 1983年（昭和58年）6月 - 7月頃：再度、日交観北海道の委託駅となる。
- 1984年（昭和59年）2月1日：荷物取扱い廃止[3]。
- 1986年（昭和61年）11月1日：無人（簡易委託）化[8]。
- 1987年（昭和62年）4月1日：国鉄分割民営化により北海道旅客鉄道（JR北海道）に継承[3]。
- 1988年（昭和63年）
  - 3月13日：海峡線（津軽海峡線）開業に伴い、当駅を含む江差線の五稜郭駅 - 木古内駅間が電化（交流20,000V・50Hz）。
    - この開業に伴い、貨物列車の待避などを考慮して駅構内の有効長を拡大（構内の待避線を延伸）するなどの工事が実施され、跨線橋も設置される。

  - 12月10日：駅舎改築。
- 2016年（平成28年）3月26日：北海道新幹線新青森駅 - 新函館北斗駅間開通に伴い、当駅を含む江差線の五稜郭駅 - 木古内駅間がJR北海道から経営分離され、道南いさりび鉄道の駅となる。

### 駅名の由来
現在の茂辺地川のアイヌ語名に由来する。一般に「モペッ（mo-pet）」（静かな・川）から、とされるが、「ムペッ（mu-pet）」（塞がる・川）からではないか、とする説もある。
かつては道南十二館のひとつである茂別館が置かれたように茂別とも書かれ、上磯町に併合される前は当地の地名も茂別村大字茂辺地であった。この2つは、かつて東北訛りで漢字を当てたため、その場合は発音が同じとなるが、現在の標準語読みでは発音が異なることになっているための違いである。

## 駅構造
2面3線の地上駅で、ホーム間の移動は跨線橋を使う。道南いさりび鉄道移管後に2番線の使用が停止され、現在は1・3番線のみ使用している。ただし、2番線に繋がるポイントは撤去されていない。
JR時代は五稜郭駅管理の簡易委託駅で、受託者が駅舎で午前の一部時間帯に切符を売っていた（末期は総販システムによる前出し券を発売）。
道南いさりび鉄道移管後も簡易委託が継続されており、営業時間は概ね7:30～13:00迄で、日曜･祝日は休業。発売区間は上磯～函館間の各駅で、渡島当別～木古内間の販売は行っていない。

### のりば
| のりば | 路線                | 方向     | 行先       |
| ------ | ------------------- | -------- | ---------- |
| 1      | ■道南いさりび鉄道線 | 上り     | 木古内方面 |
| 2      | ■道南いさりび鉄道線 | 使用停止 | 使用停止   |
| 3      | ■道南いさりび鉄道線 | 下り     | 函館方面   |

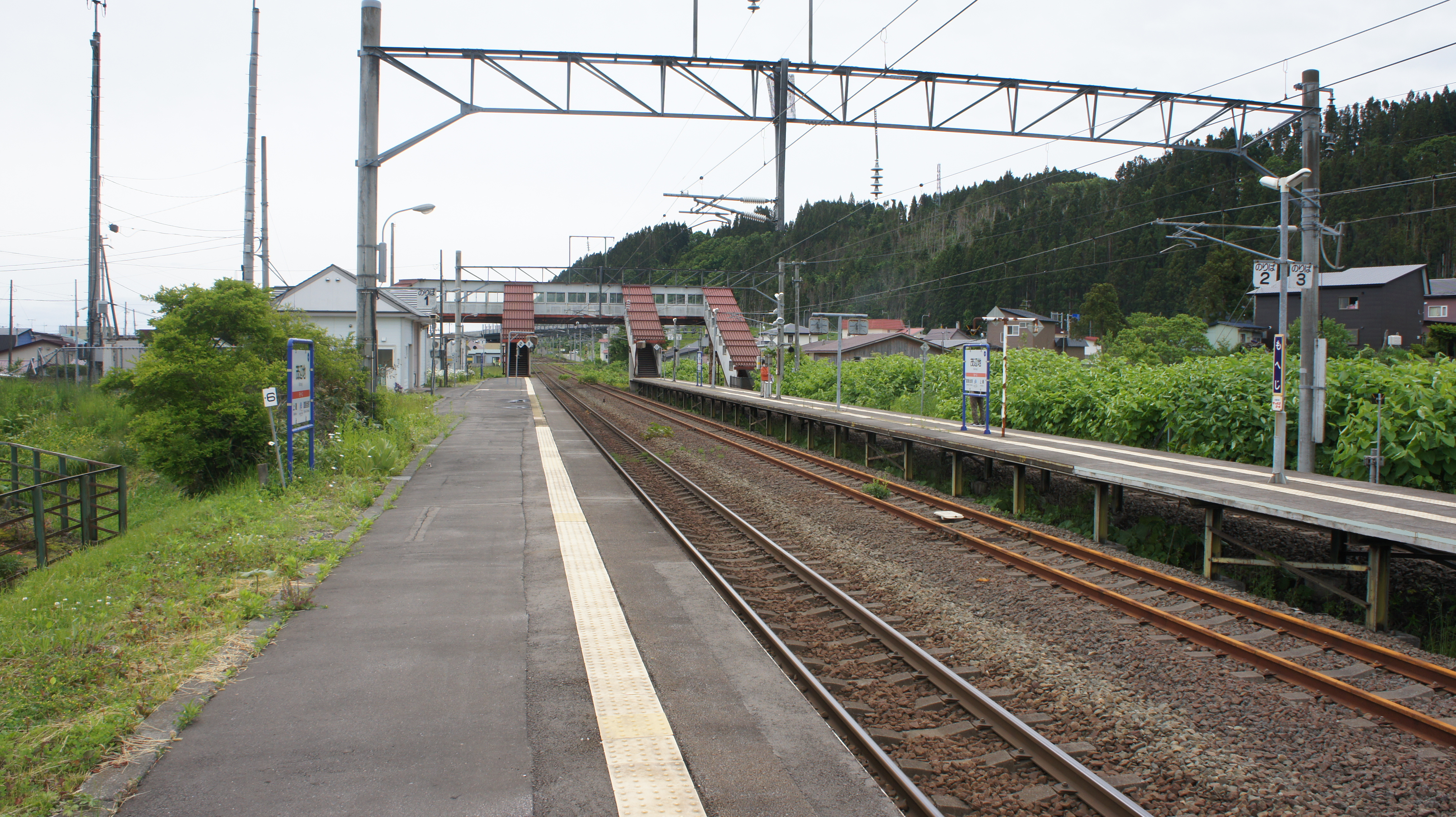
ホーム（2018年6月）
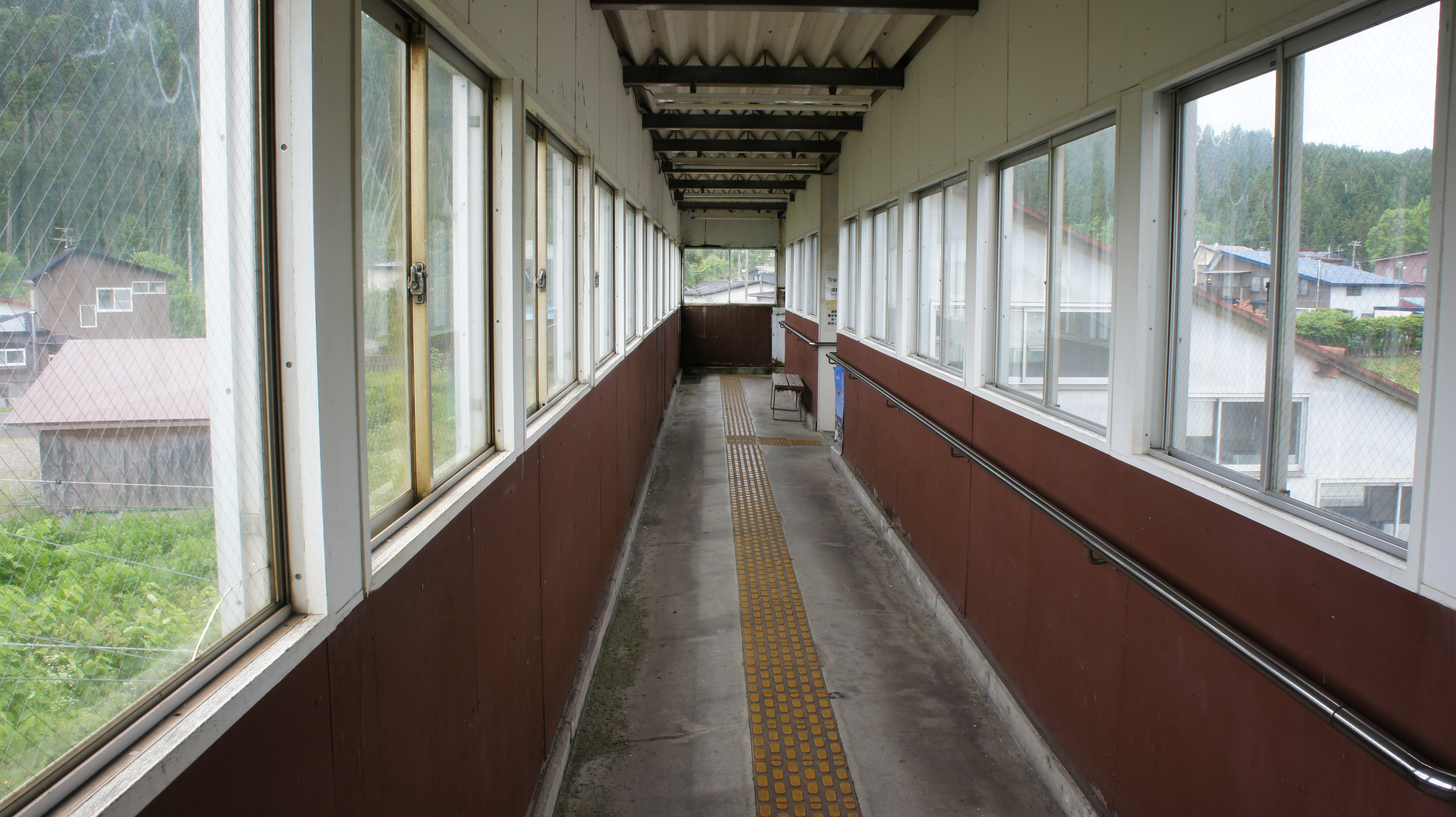
跨線橋（2018年6月）

## 駅周辺
- 北斗星広場[13] - 旧・北斗市立茂辺地中学校のグラウンド跡地。
- 北斗茂辺地インターチェンジ（函館江差自動車道）
- 国道228号
- 北海道道29号上磯厚沢部線
- 茂別館跡（国指定史跡） - 道南十二館のひとつ。茂辺地川の東岸にある。
- 北斗市役所茂辺地支所
- 函館中央警察署茂辺地駐在所
- 茂辺地郵便局
- 上磯郡漁業協同組合はまなす支所
- 北斗市立茂辺地中学校
- 北斗市立茂辺地小学校
- 函館バス「茂辺地大橋」停留所[14]

## 隣の駅
道南いさりび鉄道
■道南いさりび鉄道線
渡島当別駅 (sh05) - 茂辺地駅 (sh06) - （矢不来信号場） - 上磯駅 (sh07)